# Bríet Bjarnhéðinsdóttir
Bríet Bjarnhéðinsdóttir, född 1856, död 1940, var en isländsk feminist, redaktör och kvinnorättsaktivist. Hon grundade 1907 den första organisationen för kvinnlig rösträtt på Island. År 1915 blev hon den första kvinnan som valdes in i Islands parlament. 

## Biografi
Briët växte mestadels i Böðvarshólar i Vesturhóp. Hon utbildade sig till lärare vid en kvinnoskola 1880 och arbetade sedan i en skola i Þingeyjarsýsla. Från 1885 var hon aktiv som journalist i kvinnofrågor under pseudonymen AESA: hon fokuserade mycket på kvinnors utbildning. År 1887 flyttade hon till Reykjavik där hon undervisade i hemmet. Hon började också som föreläsare om kvinnors rättigheter. Hon gifte sig 1888 med den liberala redaktören Valdimar Ásmundsson. Hon grundade år 1894 en kvinnoförening, drev 1895–1926 en kvinnotidning, medverkade till grundandet av journalistföreningen 1897 och drev en barntidning 1898–1903.
Efter en resa i Danmark, Norge och Sverige 1904 blev hon bekant med den internationella kvinnorösträttsrörelsen, och 1906 närvarade hon vid den internationella rösträttskonferensen i Köpenhamn. Hon blev bekant med Carrie Chapman Catt, som uppmanade henne att starta en rösträttsförening på Island. År 1907 grundade hon Islands första kvinnorösträttsrörelse, Kvenréttindafélag Íslands: hon var dess ordförande 1907–1911 och 1912–1927. Hon genomförde som sådan ett samarbete mellan de olika kvinnoföreningarna på Island. Hon satt i stadsfullmäktige i Reykjavik två perioder: 1908–1912 och 1914–1920: då hon tog plats i fullmäktiga var det första gången kvinnor var valbara till ett sådant. Bland annat medverkade hon i att belägga gatorna i Reykjavik. År 1914 grundade hon ett politiskt parti, Verkakvennafélagið Framsókn. Hon valdes 1915 till Islands parlament som första kvinna, men kunde aldrig inta sin plats.